# Jenny Addams
Jenny Marie Beatrice Addams (* 15. Februar 1909 in Brüssel; † 1990) war eine belgische Florettfechterin.

## Erfolge
Jenny Addams wurde 1930 in Lüttich im Einzel Weltmeisterin und gewann außerdem 1935 in Lausanne und 1938 in Piešťany die Bronzemedaille. Viermal nahm sie an Olympischen Spielen teil: 1928 wurde sie in Amsterdam Sechste, 1932 verpasste sie in Los Angeles als Vierte knapp einen Medaillengewinn. Vier Jahre darauf belegte sie in Berlin nochmals den sechsten Platz. Bei den Olympischen Spielen 1948 in London schied Addams in der Halbfinalrunde aus.